# Espelette
Espelette (Baskisch: Ezpeleta) is een gemeente in het Franse departement Pyrénées-Atlantiques (regio Nouvelle-Aquitaine). De plaats behoort tot de historische Frans-Baskische provincie Labourd. Espelette telde op 1 januari 2022 2.094 inwoners.
Espelette is vooral bekend vanwege de chilipeper die er wordt gekweekt, de piment d'Espelette (een wettelijk beschermde benaming), een variëteit van de Capsicum annuum. Ieder jaar in oktober worden er pimentfeesten gehouden. Vanwege zijn typisch Baskische aard, met witgekalkte huizen en een oude kerk, en zijn culinaire reputatie wordt het dorp door veel toeristen bezocht. 

## Geografie
De oppervlakte van Espelette bedroeg op 1 januari 2022 26,85 vierkante kilometer; de bevolkingsdichtheid was toen 78 inwoners per km².

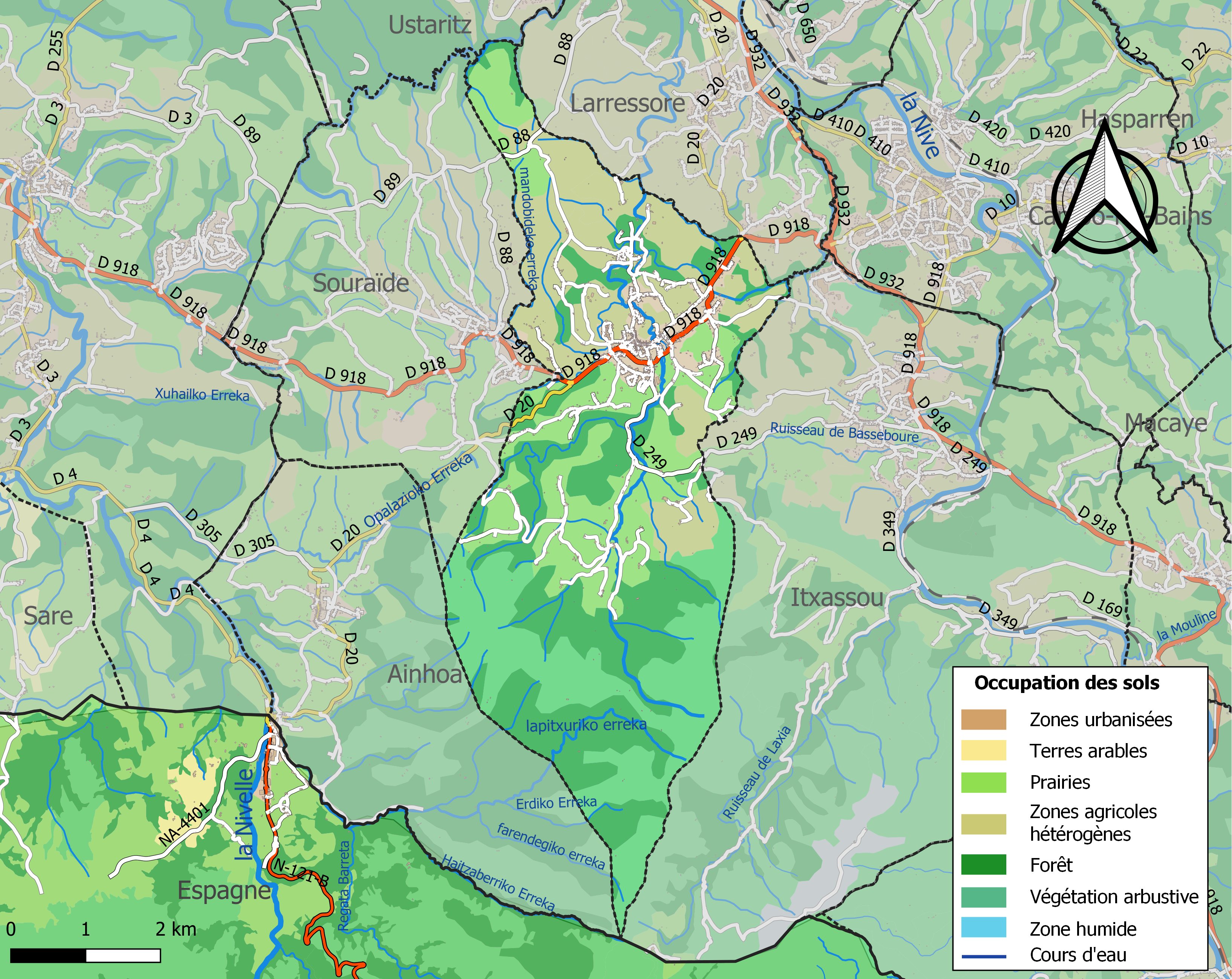
Kaart van de gemeente met belangrijkste infrastructuur, bodemgebruik en omliggende gemeenten

## Demografie
Onderstaande figuur toont het verloop van het inwonertal (bron: INSEE-tellingen).

## Geboren in Espelette
- Roger Etchegaray (1922-2019), kardinaal
- Armand David (1826-1900), beter bekend als Pater David, missiepater uit de orde van de lazaristen, dier- en plantkundige

## Sport
Espelette is één keer etappeplaats geweest in de wielerkoers Ronde van Frankrijk. In 2018 won Tom Dumoulin de tijdrit met Espelette als aankomstplaats.